# Цэндийн Молом
Цэндийн Молом (монг. Цэндийн Молом; 15 августа 1932 — 10 ноября 2020) — государственный деятель, заслуженный экономист, член Монгольской народно-революционной партии, депутат Великого народного хурала МНР (1969—1983), занимал посты министра финансов и заместителя председателя Совета министров.

## Биография
Ц.Молом родился в сомоне Давст, Убсунурского аймака, в семье арата-скотовода Бор-Хулгана и его жены Цэнд. В начальной школе мальчика записали под фамилией матери. Ц.Молом в возрасте 14 лет поступил в Финансово-экономический техникум в Улан-Баторе (ныне Финансово-экономический университет Монголии) и успешно его закончил в 1950 году по специальности экономика и финансы.
Свой трудовой путь Ц.Молом начал в Министерстве Финансов МНР и в 1951 году был на два года откомандирован в распоряжение исполкома Хурала народных депутатов Убсунурского аймака на должность финансового инспектора.
В 1954 году Ц.Молом поступил в Иркутский финансово-экономический институт (ныне Байкальский государственный университет), после окончания которого в 1958 году продолжил работу в системе Минфина МНР.

## Трудовая деятельность 1960-1980
1958-1959 гг. – преподаватель, заведующий учебной частью, директор Финансово-экономического техникума;
1959-1961 гг. – начальник отдела кадров, глава департамента учета Минфина МНР;
1961-1963 гг.– заместитель министра финансов МНР;
1963-1965 гг. – член Совета Международного банка экономического сотрудничества (МБЭС, Москва);
1965-1968 гг. – глава Торгового представительства МНР в СССР;
1968-1969 гг. – первый заместитель министра финансов МНР;
1969-1979 гг. – министр финансов МНР
Ц. Молом вошел в историю Монголии как талантливый экономист, профессиональный руководитель и опытный чиновник, разбиравшийся во всех финансовых вопросах. Он стал рекордсменом по продолжительности пребывания в должности министра финансов МНР. Ц.Молом на протяжении более десяти лет возглавлял ведомство и внес серьезный вклад в усиление роли финансово-кредитной системы в плановом управлении социально-экономическим развитием страны; в формирование эффективной системы финансового учета; в разработку прогрессивных методов финансовой отчетности, тарификации и налогообложения. Одним из важных мероприятий того периода стало подписание соглашения об участии МНР в Системе многосторонних расчетов в переводных рублях СССР, что в дальнейшем способствовало укреплению курса тугрика и росту национальных валютных запасов. Ему в заслугу также ставится создание национальной системы страхования.

## Трудовая деятельность 1980-2000
1979-1983 гг. – председатель Комитета народного контроля (в 1990 году преобразован в Государственную аудиторскую службу), заместитель председателя Совета министров МНР;
1983-1985 гг. – старший экономист Комитета труда и социального обеспечения МНР;
1985-1988 гг. – коммерческий директор Монгольских авиалиний МИАТ;
1988-1990 гг. – заместитель министра Внешних экономических связей МНР;
1990-1994 гг. – экономический советник посольства Монголии в ФРГ;
1994-1997 гг. – генеральный представитель МИАТ в РФ;
1997-2000 гг. – советник СЗАО "ВОСТСИБРОССО" (РФ)
Занимая должность председателя Комитета народного контроля, Ц.Молом стремился к усилению этого института, являющегося одной из форм социалистической демократии. Он работал над тем, чтобы по материалам важных проверок народных контролеров принимались решения правительства. С этой целью в 1982 году был созван I съезд народных контролеров МНР.
Находясь на посту коммерческого директора МИАТ Ц. Молом руководил  строительством нового столичного аэропорта Буянт-Ухаа, участвовал в преобразовании авиакомпании в самостоятельное коммерческое предприятие, в открытии прямых международных авиарейсов. По его инициативе было заключено международное соглашение о взимании авианавигационных сборов за пролет иностранных самолетов над территорией Монголии.

## Награды и звания
- Почетный работник торговли (1968)
- Почетный работник финансово-банковской службы (1970)
- Почетный работник статистики и учета (1982)
- Почетный работник государственного контроля (1982)
- Почетный работник гражданской авиации (1988)
- Заслуженный экономист Монголии (2006)
- Орден “Полярной звезды” (1971)
- Орден “Трудовой доблести” (1982)
- Медаль “40 летие Народной революции”
- Медаль “50 летие Народной революции”
- Медаль “60 летие Народной революции”
- Медаль “100 летие В.И. Ленина”

## Память
В краеведческом музее сомона Давст, Убсунурского аймака установлен памятный стэнд, посвященный Ц.Молом, а также его портрет помещен в почетную галерею Министерства финансов Монголии.